# Нешкоро (містечко, Вісконсин)
Нешкоро (англ. Neshkoro) — місто (англ. town) в США, в окрузі Маркетт штату Вісконсин. Населення — 565 осіб (2020).

## Демографія
Згідно з переписом 2010 року, у місті мешкала 561 особа в 255 домогосподарствах у складі 174 родин. Було 510 помешкань
Расовий склад населення:
| - 97,9 % — білих - 0,7 % — корінних американців - 0,5 % — чорних або афроамериканців - 0,4 % — азіатів |

До двох чи більше рас належало 0,5 %. Частка іспаномовних становила 1,4 % від усіх жителів.
За віковим діапазоном населення розподілялося таким чином: 14,8 % — особи молодші 18 років, 54,5 % — особи у віці 18—64 років, 30,7 % — особи у віці 65 років та старші. Медіана віку мешканця становила 53,5 року. На 100 осіб жіночої статі у місті припадало 102,5 чоловіків;  на 100 жінок у віці від 18 років та старших — 101,7 чоловіків також старших 18 років.
Середній дохід на одне домашнє господарство  становив 54 362 долари США (медіана — 43 250), а середній дохід на одну сім'ю — 65 379 доларів (медіана — 55 625). Медіана доходів становила 43 125 доларів для чоловіків та 34 750 доларів для жінок. За межею бідності перебувало 14,6 % осіб, у тому числі 9,5 % дітей у віці до 18 років та 10,4 % осіб у віці 65 років та старших.
Цивільне працевлаштоване населення становило 240 осіб. Основні галузі зайнятості: виробництво — 28,8 %, освіта, охорона здоров'я та соціальна допомога — 19,2 %, транспорт — 7,5 %, роздрібна торгівля — 7,5 %.